# Yves Leterme

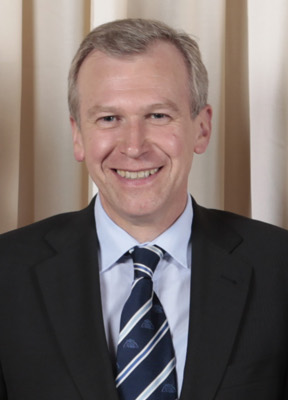
Yves Leterme (2009)

Yves Camille Désiré Leterme (* 6. Oktober 1960 in Wervik, Belgien) ist ein belgischer Politiker der Christen Democratisch en Vlaams (CD&V). Er ist ehemaliger Ministerpräsident der Region Flandern und war vom 25. November 2009 bis 5. Dezember 2011 belgischer Premierminister und Regierungschef. Dieses Amt hatte er bereits vom 20. März 2008 bis zum 30. Dezember 2008 inne. Vom 17. Juli 2009 bis zum 25. November 2009 war er belgischer Außenminister.

## Biografie
Yves Leterme ist der Sohn eines französischsprachigen Vaters und einer flämischen Mutter. Er ging in Ypern zur Schule und studierte Rechtswissenschaften und Politische Wissenschaften an der Universität Gent. Von 1987 bis 1989 arbeitete er als Rechnungsprüfer für den belgischen Rechnungshof. Anschließend begann er seine überregionale Parteikarriere in der flämischen christdemokratischen Partei CD&V (damals noch CVP) und brachte es 1991 zum Nationalen Sekretär, bis er als Verwaltungsbeamter zur Europäischen Union wechselte. 1997 wurde er Mitglied des belgischen Parlaments und auf unbestimmte Zeit von der Europäischen Union freigestellt. 1999 und 2003 wurde er ins Parlament wiedergewählt. Von 1995 bis 2001 war er ebenfalls Stadtrat in Ypern.
Nach der Niederlage der CD&V bei den Parlamentswahlen 2003 wurde Leterme deren Parteivorsitzender als Nachfolger von Stefaan De Clerck. 2004 gewann die CD&V die flämischen Regionalwahlen und Leterme wurde Ministerpräsident in einer Koalitionsregierung mit kleineren Parteien. Daraufhin gab Leterme den Parteivorsitz wieder ab.
Bei den belgischen Parlamentswahlen am 10. Juni 2007 trat Leterme als Spitzenkandidat der CD&V an. Nach den deutlichen Zugewinnen der Christdemokraten sowohl in Flandern als auch in Wallonien erhielt Leterme von König Albert II. den Auftrag zur Regierungsbildung; daraufhin legte er sein Amt als flämischer Ministerpräsident nieder. Er führte zunächst Koalitionsverhandlungen mit den flämischen Liberalen sowie den französischsprachigen Christdemokraten und Liberalen. Da aber keine Fortschritte bezüglich einer von den Flamen geforderten, von den Frankophonen jedoch abgelehnten weiteren Kompetenzübertragung vom Zentralstaat auf die Regionen erzielt werden konnten, gab Leterme am 23. August den Auftrag zur Regierungsbildung wieder zurück. Er wurde einen Monat später erneut von Albert II. mit der Regierungsbildung beauftragt, gestand aber am 1. Dezember 2007 das endgültige Scheitern der Bildung einer von ihm geführten Regierung ein. In der am 21. Dezember 2007 vereidigten Übergangsregierung Guy Verhofstadts bekleidete Leterme die Ämter des Vize-Premierministers sowie des Ministers für Haushalt, Mobilität und institutionelle Reformen.
Am 18. März 2008 wurde bekannt, dass sich flämische und wallonische Christdemokraten (CD&V und cdH) und Liberale (Open VLD und MR) sowie die wallonischen Sozialisten (PS) auf die Bildung einer gemeinsamen Regierung mit Leterme als Ministerpräsidenten verständigt hatten. Am 20. März 2008 wurde er als belgischer Ministerpräsident vereidigt.
Bereits am 14. Juli 2008 bot er jedoch dem belgischen König seinen Rücktritt an, da sich seine Regierung nicht auf eine Staatsreform hatte einigen können, wofür Leterme sich eine Frist bis zum 15. Juli gesetzt hatte. Die Reform sollte durch eine Neuverteilung der Kompetenzen zwischen Gesamtstaat und Regionen den ständigen, lähmenden Konflikt zwischen den beiden Landesteilen Belgiens entschärfen. Albert II. lehnte jedoch das Rücktrittsgesuch Letermes am 17. Juli ab und beauftragte drei Politiker, im Konflikt um die Staatsreform zu vermitteln.
Am 19. Dezember 2008 bot Leterme den Rücktritt seiner gesamten Regierung an. Dem Büro des Ministerpräsidenten und dem Justizminister war vorgeworfen worden, ein Gerichtsverfahren um den Verkauf der angeschlagenen Fortis-Bank beeinflusst zu haben. Nachdem die Regierung im September 2008 der Verkauf von 75 Prozent der Anteile an die französische Großbank BNP Paribas verkündet hatte, zogen die Kleinaktionäre der Fortis vor Gericht, weil sie nicht konsultiert worden waren. Das Gericht urteilte in zweiter Instanz, dass sämtliche Transaktionen bis zu einer ordentlichen Abstimmung der Aktionäre ausgesetzt werden müssen. Diese Entscheidung hatte, wie der belgische Kassationshof in einem Bericht feststellte, die Regierung zu verhindern versucht. Leterme stritt den Versuch einer Einflussnahme ab. Am 22. Dezember nahm König Albert II das Rücktrittsgesuch an. Die Regierung Leterme blieb zunächst geschäftsführend im Amt. Am 30. Dezember 2008 wurde Herman Van Rompuy als neuer belgischer Premierminister vereidigt.
Leterme hatte bereits am 21. Juli 2007 für Schlagzeilen gesorgt, indem er auf die Frage nach dem Grund für den belgischen Nationalfeiertag am 21. Juli fälschlicherweise mit der „Proklamation der Verfassung“ antwortete; tatsächlich legte an diesem Tag der erste König der Belgier den Eid auf die Verfassung ab. Weiterhin verwirrte er die Reporter des frankophonen Fernsehsenders RTBF, indem er auf die Bitte, die belgische Nationalhymne zu singen, die französische Hymne anstimmte.
Am 17. Juli 2009 folgte Leterme Karel de Gucht, der in die EU-Kommission wechselte, als Außenminister der Regierung Van Rompuy I nach.
Nachdem Premierminister Herman Van Rompuy am 19. November 2009 zum ersten ständigen Präsidenten des Europäischen Rates designiert wurde, legte er sein Amt als Premierminister am 25. November 2009 wegen Unvereinbarkeit der Ämter nieder. Am gleichen Tag noch wurde Yves Leterme zum Premierminister ernannt und führte seine zweite Föderalregierung.
Der wiederaufgeflammte Streit um den Zuschnitt des Wahlkreises Brüssel-Halle-Vilvoorde führte im April 2010 zum Austritt der flämischen Open VLD aus der Fünfparteienkoalition Letermes. Obwohl Leterme auch nach dem Rückzug der Liberalen eine rechnerische Parlamentsmehrheit besaß, reichte er am 22. April 2010 sein Rücktrittsgesuch bei König Albert II. ein. Nachdem der König dieses Rücktrittsgesuch zuerst abgelehnt hatte, nahm er es am Abend des 26. Aprils 2010 an.
Am 13. Juni 2010 fanden vorgezogene Neuwahlen statt, bei der die CD&V hohe Verluste erlitt. Stärkste Parteien wurden die flämische Nieuw-Vlaamse Alliantie und die frankophone PS. Beiden Parteien misslang die Regierungsbildung, die wiederaufgeflammte Diskussion über eine Reform des belgischen Staates geriet ebenfalls ins Stocken. Leterme blieb daraufhin trotz seiner Abwahl im Juni 2010 als geschäftsführender Premierminister im Amt. 
Am 16. September 2011 wurde Leterme als neuer stellvertretender Generalsekretär der OECD benannt, sodass er spätestens Ende 2011 die belgische Politik verlassen musste. Bei der OECD ist Leterme für die Bereiche Sozialpolitik, Beschäftigung, Gesundheit sowie kleine und mittlere Unternehmen zuständig.
Yves Leterme ist mit Sofia Haesen verheiratet und hat drei Kinder. Er lebt in Ypern.

## Übersicht der politischen Ämter
- 1995 – heute: Mitglied des Gemeinderates in Ypern
- 1995 – 2001: Schöffe in Ypern
- 1997 – 2004: Mitglied der föderalen Abgeordnetenkammer
- 2004 – 2007: Mitglied des Flämischen Parlamentes (teilweise verhindert)
- 2004 – 2007: Ministerpräsident der Flämischen Regierung, zuständig für institutionelle Reformen, Landwirtschaft, Fischerei und ländliche Politik
- 2007 – 2010: Senator (teilweise verhindert)
- 2007 – 2008: Vizepremierminister, Minister für den Haushalt, Mobilität und institutionelle Reformen in der Regierung Verhofstadt III
- 2008: Premierminister der föderalen Regierung Leterme I
- 2009: Föderaler Minister für auswärtige Angelegenheiten und Außenhandel in der Regierung Van Rompuy (nach Umbildung)
- 2009 – 2011: Premierminister der föderalen Regierung Leterme II
- 2010 – heute: Mitglied der föderalen Abgeordnetenkammer (teilweise verhindert)
- 2014 –  Aufsichtsrat Tele Columbus AG